# 官渡区图书馆
24°57′07″N 102°44′59″E / 24.951908°N 102.749611°E
官渡区图书馆是位于云南省昆明市的一座县区级公共图书馆，主馆馆舍位于官渡区云秀书院（今昆明市官渡区第一中学）内部。截止2016年，主馆和各分馆共藏有纸质文献67万余册，电子图书20余万种，是文化和旅游部评定的一级图书馆，曾多次获得各级文化部门授予的“文明图书馆”称号等奖项。
官渡区图书馆的前身为1956年建立的区文化馆图书室，1979年7月，图书室从总馆分出，正式成立图书馆。1987年，主馆迁至现址，后面积逐渐由1286平方米扩展至5860平方米。2021年，官渡区图书馆共接待读者21.5万人次。

## 历史沿革
云南省开办公立图书馆的历史可以追溯至清代末年，宣统二年（1910年），学部拟订《京师及各省图书馆通行章程折》，要求各省于当年设立省级图书馆，下至县级的各行政层级也要在之后数年内筹办对应级别的公立图书馆，该计划最终因辛亥革命的爆发而取消。民国建立后，图书馆才开始在各县区普及。民国二十年（1931年），云南省教育厅拟订《全省县立民众教育馆实施纲要》，5个昆明县下属地区建起了公立图书馆或书报阅览室。其中，设立于县区官渡镇的昆明县第二区书报阅览室拥有藏书1000册，设主任1人，职员2人，每年经费360元。民国27年（1938年），官渡六谷村藏书7000余册的施氏祠堂施章藏书楼对乡人免费开放，为当时私立图书馆的代表。
中华人民共和国成立后，云南省政府在民众教育馆的基础上建立了100多个人民文化馆，1956年建立的官渡区文化馆下辖图书室即为现今图书馆的前身。二十世纪八十年代，为了恢复与发展公共图书馆事业，云南省文化厅共拨款1500万元，各级政府共拨款4000万元新建、扩建省内图书馆。这一时期，已从文化馆分离建成的官渡区图书馆也获得了极大发展，至1994年，全馆共有职工14人，藏书9万余册，经费17万余元，为当时昆明市下属各县区级图书馆中藏书最多、经费最宽裕的一座。同时，官渡区图书馆也办有书刊销售、录像放映、电子游戏、复印打印、图书馆业务用品销售等经济实体，年均创收可达3万余元。

## 馆务
2021年，官渡区图书馆主馆共接待读者215,722人次，流通图书957153册，期刊借出5175册次。全年采编部共采购图书12次，临时征订10次，共添置新书14,098册，主馆馆藏书籍达366,245册，报刊57,515件。全年新办理借书证1157张，总数达17,860张。

### 借阅方式
官渡区图书馆需要凭借书证借取书籍文献，市民可持本人有效身份证件前往一楼外借部进行办理。该馆根据可借阅书籍数量分三档收取办证押金。书籍、期刊免费借阅时间为45天，如有需要可通过现场窗口、电话、网站三种方式续借，时限为30天。自2017年10月开始，图书馆取消收取超期费。2018年10月，该馆采取新的外借逾期管理办法，对违约者采取多阶段暂停借阅服务的惩罚措施。2019冠状病毒病疫情爆发后，因疫情原因无法到馆的读者可延期归还图书。

### 部门设施
官渡区图书馆下辖办公室、外借部、采编部、阅览部、计算机中心、宣传辅导部等部门，分管馆内各项工作。图书馆公众区域则建有各类书籍阅览室及报刊、参考资料、科技书刊、自带书和少儿图书的专门阅览室，另额外设有社会科学、自然科学和少儿图书的外借处。此外，馆内还建有电子阅览室、会议室、多功能舞蹈教室等服务窗口供大众使用。2020年6月23日，昆明邮政公司承建的官渡区“有声图书馆”项目正式启用，内部配有喜马拉雅朗读亭、耳机森林等设施，读者还可通过微信扫描二维码的方式免费现场听书。

### 馆内活动
2021年，官渡区图书馆共举办讲座41场，筹办展览21次，组织培训55次。每逢春节等传统节日或特别纪念日，图书馆也会举办相关主题活动，邀请周边居民参与。寒假与暑假期间，官渡区图书馆会为不同年龄段的青少年举办形式多样的志愿服务活动，丰富青少年读者的假期生活。此外，图书馆还时常承办区级书画作品比赛和后续展览，并为少儿读者提供丰富多彩的课外活动。

### 分馆建设
截止2021年，官渡区图书馆共建成9个分馆和94个基层社区服务点，藏有书籍报刊306,476种，合计667,281册。所有分馆和服务点均采用与总馆一致的服务平台和分类编目，已经实现各馆间的通借通还和资源共享。官渡区图书馆除了建设大规模分馆外，还在各街道社区的相关企业、组织中建设起规模较小的图书流通点，方便读者在社区中就能获取图书馆资源。2022年6月1日，西南大学官渡实验学校分馆正式授牌，为官渡区图书馆首座校园分馆，首轮引进12,000本图书，学生可以办理借阅卡为自己和家人借取书籍。